# Varietà di prosciutto

## Varietà italiane

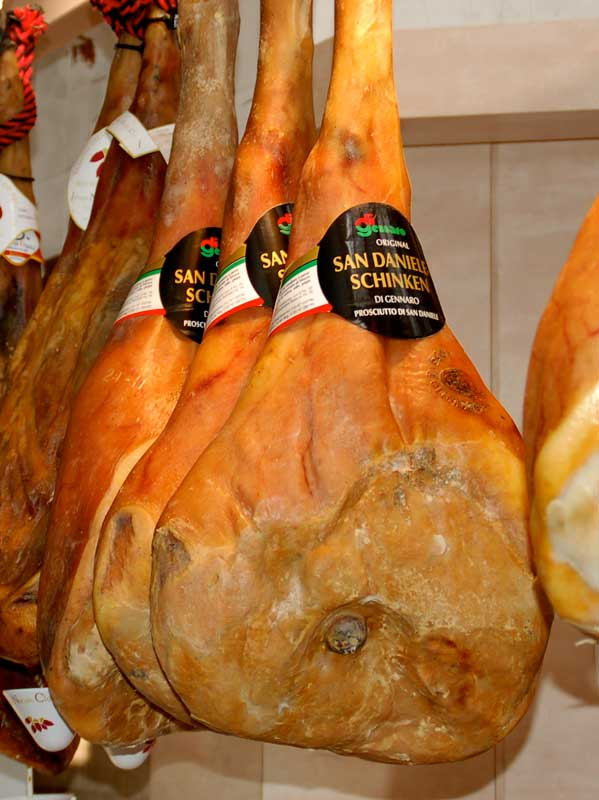
Prosciutti di San Daniele.

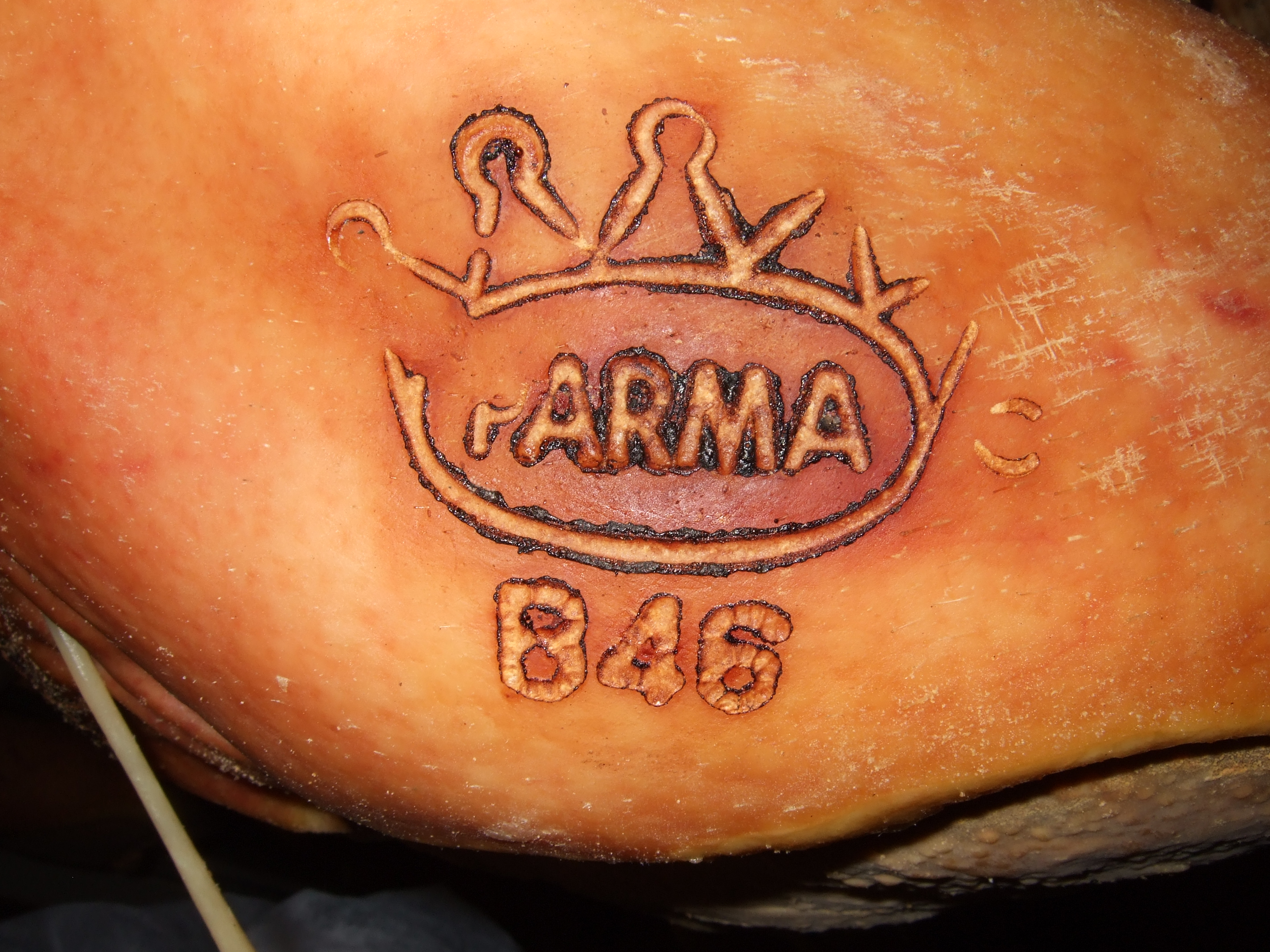
Marchio a fuoco del crudo di Parma con relativo codice produttivo.

Le principali varietà italiane di prosciutto sono:
- prosciutto di Carpegna
- prosciutto di Modena
- prosciutto di Norcia
- prosciutto di Parma
- prosciutto di San Daniele
- Valle d'Aosta Jambon de Bosses
- prosciutto di Faeto
- prosciutto di Trevico
- prosciutto Veneto Berico-Euganeo
- prosciutto toscano
- prosciutto di Sauris
- prosciutto di Venticano

### Riconoscimenti

#### Denominazione di origine protetta (DOP)
I prosciutti possono fregiarsi del marchio di denominazione di origine protetta (DOP):
- crudo di Cuneo DOP (Piemonte)
- prosciutto di Carpegna DOP (Marche)
- prosciutto di Modena DOP (Emilia-Romagna)
- prosciutto di Parma DOP	(Emilia-Romagna)
- prosciutto di San Daniele DOP (Friuli-Venezia Giulia)
- prosciutto toscano	DOP (Toscana)
- prosciutto Veneto Berico-Euganeo DOP (Veneto)
- Valle d'Aosta Jambon de Bosses DOP (Valle d'Aosta)

#### Indicazione Geografica Protetta (IGP)
Hanno ottenuto il marchio di Indicazione Geografica Protetta (IGP):
- prosciutto amatriciano IGP (Lazio)
- prosciutto di Norcia IGP (Umbria)
- prosciutto di Sauris IGP (Friuli-Venezia Giulia)

#### Prodotto Agroalimentare Tradizionale (PAT)
Il prosciutto è stato riconosciuto prodotto agroalimentare tradizionale su proposta delle seguenti regioni:
Abruzzo
- prosciuttello

Basilicata
- prosciutto crudo

Calabria
- prosciutto crudo di San Lorenzo Bellizzi
- prosciutto di maiale nero calabrese

Campania
- fiocco di prosciutto
- prosciutto di Casaletto
- prosciutto di Pietraroja
- prosciutto di Rocchetta
- prosciutto di Trevico
- prosciutto di Venticano
- prosciutto irpino

Emilia-Romagna
- culatello
- fiocco di culatello
- prosciutto aromatizzato del Montefeltro

Friuli-Venezia Giulia
- prosciuttino crudo d'oca
- prosciutto cotto Praga
- prosciutto di Cormons
- prosciutto dolce o affumicato

Lazio
- prosciutto cotto al vino di Cori
- Prosciutto crudo bauletto
- prosciutto dei Monti Lepini al maiale nero
- prosciutto di Bassiano
- prosciutto di Guarcino
- prosciutto di montagna della Tuscia

Liguria
- prosciutta
- prosciutto cotto di Castiglione Chiavarese
- prosciutta (sic) di Castelnuovo (La Spezia)

Lombardia
- prosciuttini della Valtellina
- prosciuttini della Valtellina al pepe
- prosciuttino d’oca stagionato
- prosciutto cotto
- prosciutto crudo bergamasco "il botto"
- prosciutto crudo Marco d’Oggiono
- prosciutto mantovano[1]

Marche
- prosciutto aromatizzato del Montefeltro
- prosciutto delle Marche

Molise
- prosciutto
- prosciutto di spalla

Piemonte
- paletta di Coggiola
- prosciutto cotto
- prosciutto crudo dell'Alta Val Susa
- prosciutto crudo della Valle Gesso
- prosciutto montano della Val Vigezzo

Puglia
- prosciutto di Faeto

Sardegna
- prosciutto di pecora - presuttu de berveghe
- prosciutto di suino - presuttu

Toscana
- prosciutto bazzone della Garfagnana e della Valle del Serchio (detto anche bazzone, prosciutto nostrato o prosciutto contadino)
- prosciutto del casentino
- prosciutto di Sorano

Provincia autonoma di Bolzano
- Bauernschinken (prosciutto contadino)

Umbria
- prosciutto nostrano

Valle d'Aosta
- Prosciutto alla brace di Saint-Oyen (jambon à la braise Saint-Oyen)

Veneto
- parsuto de oca
- prosciutto della Val Liona dolce e affumicato

## Varianti europee

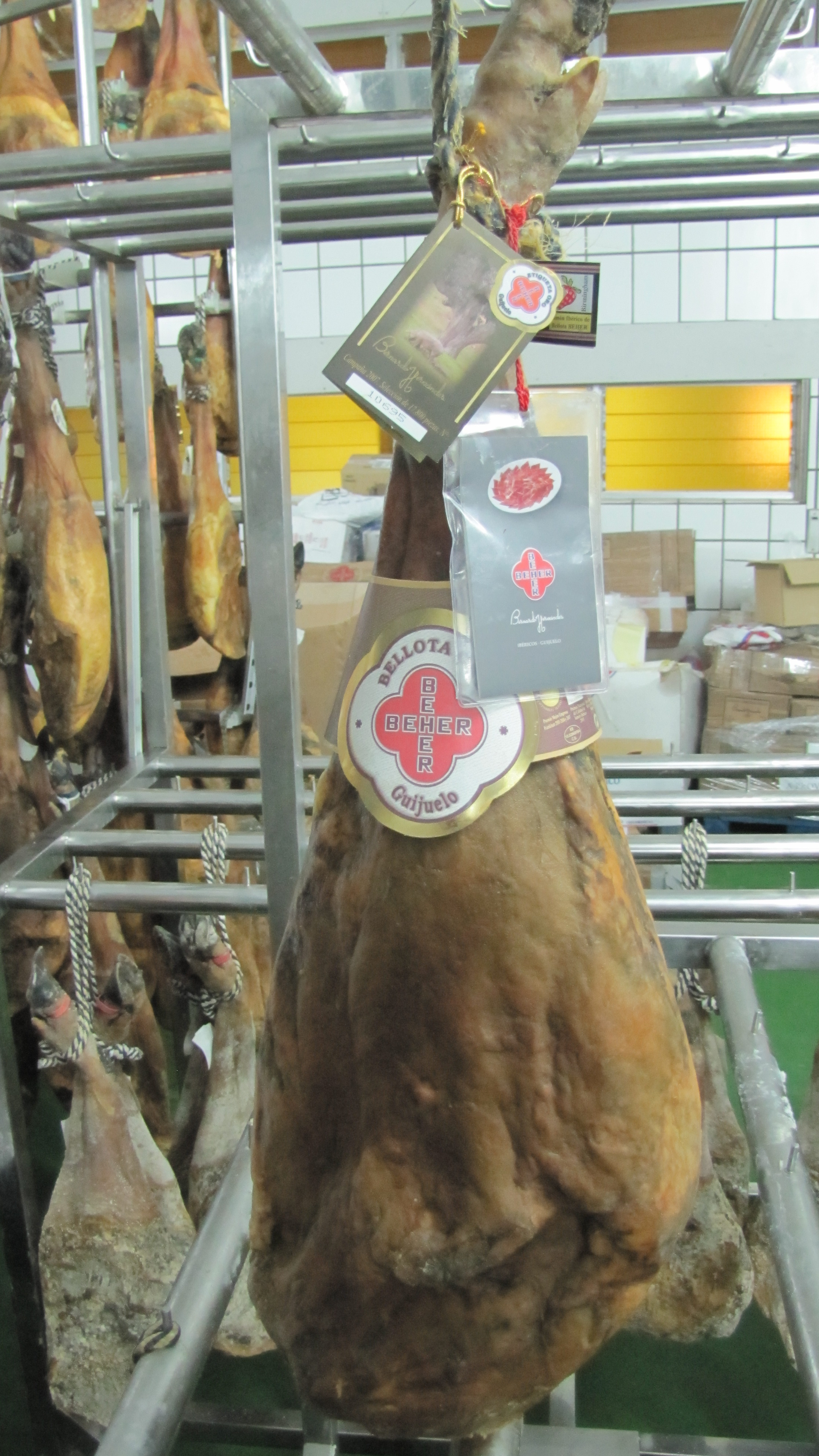
Beher Bernando Hernandez (Guijuelo), un "prosciutto" spagnolo

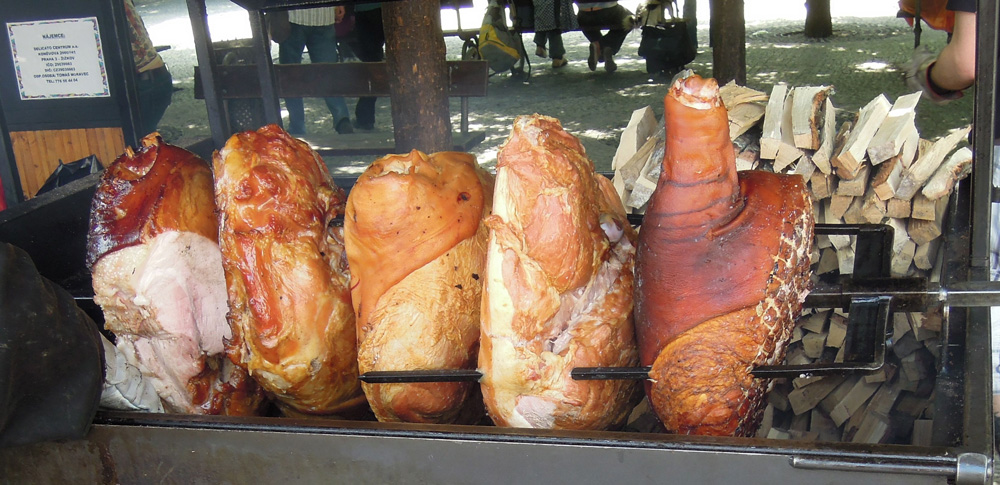
Pražská šunka o prosciutto di Praga (Repubblica Ceca)

Aree geografiche europee con certificazioni di produzione, sebbene non denominati "prosciutti" hanno un processo di produzione simile ai prosciutti italiani:
- Ammerländer Dielenrauchenschinken (Germania)
- Dehesa de Extremadura (Spagna)
- Gailtaler Speck (Austria)
- Guijuelo (Spagna)
- Holsteiner Katenschinken (Germania)
- Jamón ibérico (Spagna)
- Jamón serrano (Spagna)
- Jamón de Huelva (Spagna)
- Jamón de Teruel (Spagna)
- Jamón de Trevélez (Spagna)
- Jambon de Luxeuil (Francia)
- Jambon de Bayonne (Francia)
- Jambon de l'Ardèche (Francia)
- Jambon d'Ardennes (Belgio), solitamente affumicato
- Jambon sec des Ardennes (Francia)
- Kraški Pršut o prosciutto del Carso (Slovenia)
- Lacón gallego (Spagna)
- Denominación de Origen Los Pedroches (Spagna)
- Njeguški pršut o prosciutto di Njeguši (Montenegro)
- Pražská šunka o prosciutto di Praga (Repubblica Ceca)
- Presunto de Barrancos (Portogallo)
- Presunto de Barroso (Portogallo)
- Presunto de Vinhais (Portogallo)
- Presunto o Paleta de Campo Maior e Elvas (Portogallo)
- Presunto o Paleta de Santana da Serra (Portogallo)
- Presunto o Paleta do Alantejo (Portogallo)
- Prosciutto dalmata o Dalmatinski pršut (Croazia)
- Prosciutto istriano o Istarski pršut (Croazia e Slovenia)
- Schwarzwälder Schinken (Germania)